# Lycoming O-320

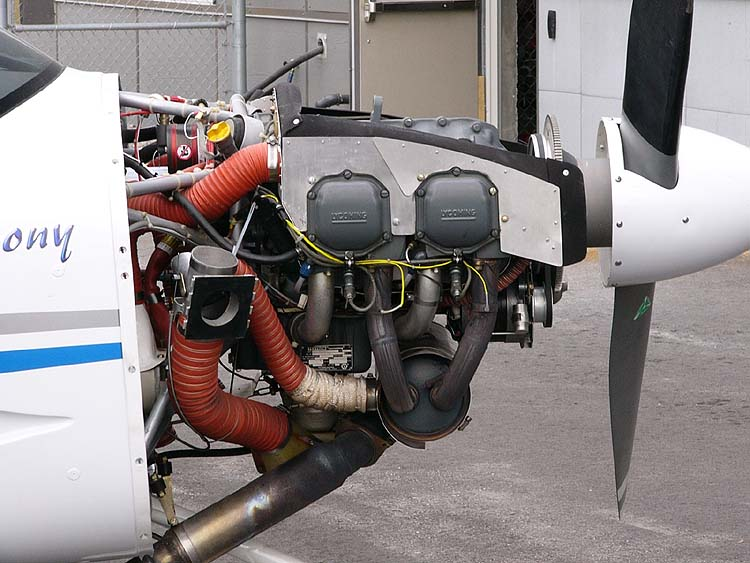
Lycoming O-320-D2A zabudowany na samolocie Symphony SA-160

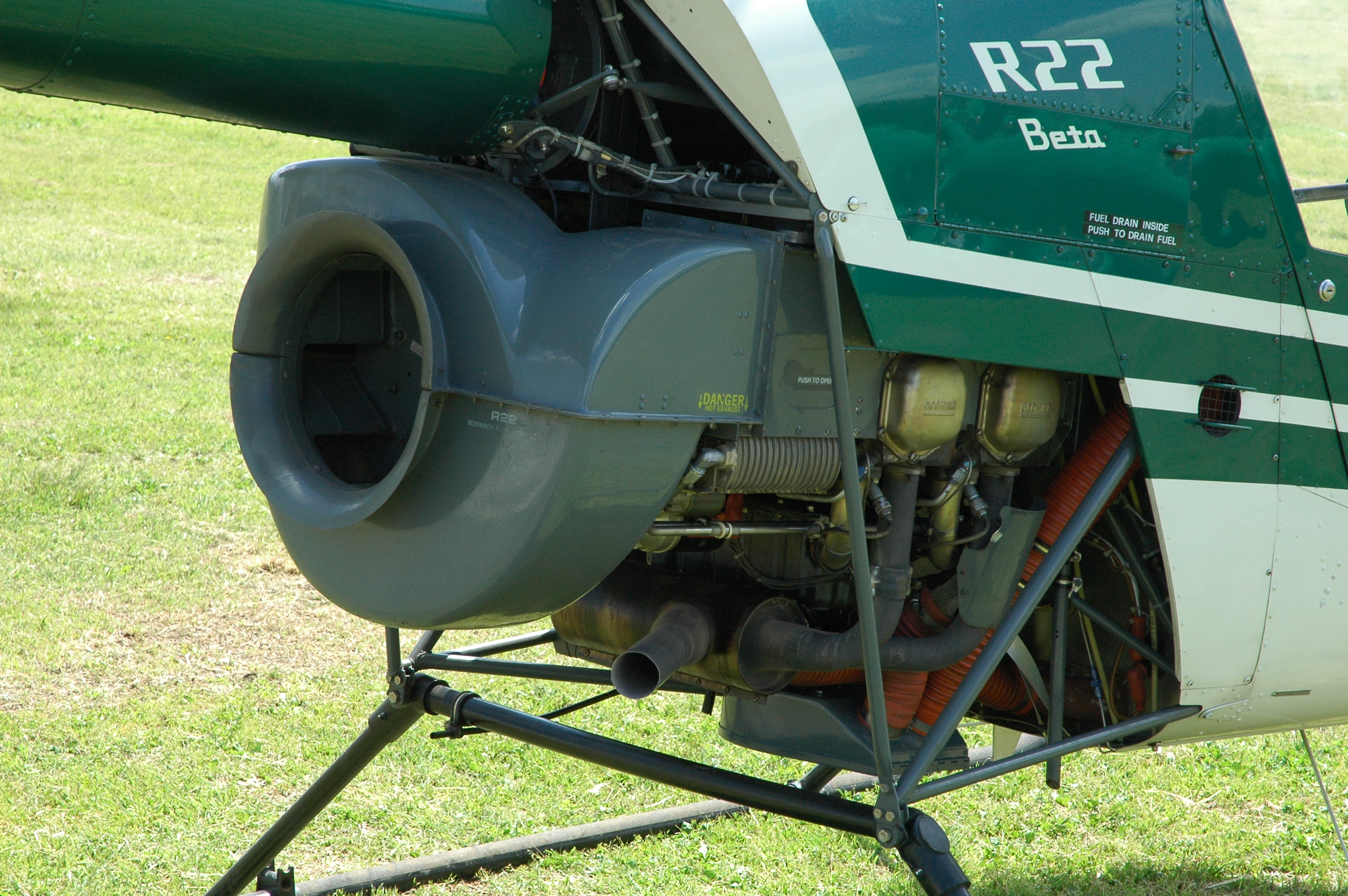
Lycoming O-320 zabudowany na śmigłowcu Robinson R22

Lycoming O-320 – rodzina czterocylindrowych silników lotniczych chłodzonych powietrzem. W zależności od wersji występuje zasilanie gaźnikowe lub wtryskowe. We wszystkich wersjach zastosowano zdwojony mechaniczny układ zapłonowy. Pierwszy wariant tego silnika uzyskał certyfikat Federal Aviation Administration w 1952 roku (nr E-274). Kolejne warianty obejmuje certyfikat typu nr 1E12

## Warianty
| Nazwa | Moc                   | Spręż | Rodzaj paliwa          |
| --- | --------------------- | ----- | ---------------------- |
| O-320-A1A, -A1B, -A2A, -A2B, -A2C, -A2D, -A3A, -A3B, -A3C, -C1A, -C1B, -C2A, -C2B, -C2C, -C3A, -C3B, -C3C, -E1A, -E1B, -E1C, -E1F -E1J, -E2A, -E2B, -E2C, -E2D, -E2F, -E2G, -E2H, -E3D, -E3H | 150 KM przy 2700 obr. | 7.0:1 | AVGAS 80/87            |
| O-320-H1AD, -H1BD, -H2AD, -H2BD, -H3AD, -H3BD | 160 KM przy 2700 obr. | 9.0:1 | AVGAS 100, AVGAS 100LL |
| O-320-B1A, -B1B, -B2A, -B2B, -B2C, -B2D, -B3A, -B3B, -B3C, -B2E -D1A, -D1B, -D1C, -D1D, -D1F, -D2A, -D2B, -D2C, -D2F, -D2G, -D2H, -D2J, -D3G                                                 | 160 KM przy 2700 obr. | 8.5:1 | AVGAS 91/96            |
| IO-320-A1A, -A2A, –E1A, -E2A, –E1B, -E2B | 150 KM przy 2700 obr. | 7.0:1 | AVGAS 80/87            |
| IO-320-B1A, -B1B, –B1C, -B1D, -B2A, -B1E, -D1A, -D1B, -D1C, -C1A, -C1B, -F1A oraz LIO-320-B1A, -C1A                                                                                          | 160 KM przy 2700 obr. | 8.5:1 | AVGAS 91/96            |
| AEIO-320-E1A, -E1B, -E2A, -E2B | 150 KM przy 2700 obr. | 7.0:1 | AVGAS 80/87            |
| AIO-320-A1A, -A1B, -A2A, -A2B, -B1B, -C1B oraz AEIO-320-D1B, -D2B | 160 KM przy 2700 obr. | 8.5:1 | AVGAS 91/96            |

## Lista zastosowań
- Aviat Husky|Aviat Husky A-1B-160
- Avid Flyer
- Aero Commander 100
- Alpha 160A
- Beechcraft Musketeer
- Bellanca Decathlon
- Canadian Home Rotors Safari
- Cessna 172
- EM-11 Orka
- Grumman American AA-5
- Gulfstream American GA-7 Cougar
- Hatz CB-1|Hatz homebuilt biplane
- Hollmann HA-2M gyrocopter
- MBB Bo 209
- Mooney M20
- Mustang Aeronautics Mustang II
- Osprey Osprey 2
- Partenavia P66B Oscar 150
- Piper PA-18-150 Super Cub
- Piper PA-22 Tripacer
- Piper PA-23 Aztec
- Piper PA-28 Cherokee
- Piper PA-30 Twin Comanche
- Piper PA-40 Arapaho
- PZL-110 Koliber
- PZL-150 Koliber
- Robin DR400
- Robinson R22
- Rutan Long-EZ
- Socata TB9 Tampico
- Symphony SA-160
- Thorp T-18
- Van's Aircraft RV-3
- Van's Aircraft RV-4
- Van's Aircraft RV-6
- Van's Aircraft RV-8
- Van's Aircraft RV-9
- Varga Kachina
- Vulcanair P-68C
- Wassmer WA 52